# Động đất Doğubayazıt 2004
Động đất Doğubayazıt 2004 (tiếng Thổ Nhĩ Kỳ: 2004 Doğubayazıt depremi) là trận động đất xảy ra vào lúc 1:30, ngày 2 tháng 7 năm 2004. Trận động đất có cường độ 5.1 richter, tâm chấn độ sâu khoảng 5 km. Hậu quả trận động đất đã làm 18 người chết, 32 người bị thương.